# 今大路道三
今大路 道三（いまおおじ どうさん）は、安土桃山時代・江戸時代の医師。曲直瀬玄朔（二世道三）の子。名は親純、親清、号は玄鑑。後陽成天皇より今大路の家名を賜り、剃髪してのちに道三と称する（三世道三）。曲直瀬玄鑑の名でも呼ばれる。今大路家は、初代曲直瀬道三の門人が興した曲直瀬各家の宗家となり、道三を襲名して代々幕府の典薬頭（奥医師の上席）となった。

## 略歴
父は曲直瀬玄朔（二世道三）。母は初代曲直瀬道三の養女（実の孫娘）。父より医術を学ぶ。
幼少より徳川秀忠に小姓として仕える。天正20年（1592年）2月28日、16歳の時に従五位下典薬助に任じられて昇殿を許され、後陽成天皇に拝して橘姓と今大路の家号を賜った。その後剃髪し、僧位は慶長4年（1599年）12月28日に法眼、慶長13年（1608年）4月5日に法印に昇った。
慶長13年（1608年）に徳川秀忠より700石の知行地（上総国武射郡・下総国印旛郡の内）を賜る。慶長19年（1614年）の大坂の陣に従軍した。
元和9年11月（1624年1月）、東福門院の難産を救い（この時誕生したのが後の明正天皇である）、秀忠から脇差を賜った。
寛永3年（1626年）に将軍徳川家光と大御所秀忠が上洛した際、道三も秀忠に従って上洛したが、崇源院が重態に陥ったためにその治療を命じられ、急ぎ江戸へ向かった。しかし道三自身も帰東の途上発病し、9月19日に箱根宿で死去（50歳）。箱根湯本の早雲寺に葬られた。